# Epsilon grandipunctatum
Epsilon grandipunctatum är en stekelart som beskrevs av Gusenleitner 1996. Epsilon grandipunctatum ingår i släktet Epsilon och familjen Eumenidae. Inga underarter finns listade i Catalogue of Life.